# Minister voor Bestuurlijke vernieuwing en Koninkrijksrelaties
De minister voor Bestuurlijke vernieuwing en Koninkrijksrelaties was een Nederlands minister verbonden aan het ministerie van Binnenlandse Zaken en Koninkrijksrelaties. In 2003 was, op verzoek van D66, deze minister in het leven geroepen. Het betreft hier een minister zonder portefeuille, dat wil zeggen zonder eigen begroting.
Thom de Graaf was de eerste minister van Bestuurlijke vernieuwing. Nadat zijn wetsvoorstel voor een gekozen burgemeester door de Eerste Kamer werd verworpen trad hij af. Alexander Pechtold heeft vervolgens, tot de val van Balkenende II, deze functie overgenomen.
Bij het aantreden van kabinet-Balkenende III werd Atzo Nicolaï de opvolger van Pechtold. Echter, van bestuurlijke venieuwing was geen sprake meer, en daardoor werd hij veelal minister van Koninkrijksrelaties genoemd.
Hoewel D66 zijn zin kreeg voor dit ministerie, is alom bekend dat premier Balkenende niet zoveel op had met Bestuurlijke Vernieuwingen. Hij heeft daarom Alexander Pechtold ooit een minister van 'Spek-en-bonen' genoemd.
- 2003–2005: Thom de Graaf
- 2005–2006: Alexander Pechtold
- 2006–2007: Atzo Nicolaï